# Monts Dalou
Pour les articles homonymes, voir Dalou.
Les monts Dalou (chinois simplifié : 大娄山 ; chinois traditionnel : 大婁山 ; pinyin : dà lóu shān) sont une chaîne de montagnes située dans les provinces chinoises du Guizhou et du Sichuan.

## Géographie
La chaîne de montagnes s'étend sur 300 km et marque la ligne de partage des eaux entre les rivières Chishui et Wu. Le sommet principal est le mont Jinfo qui culmine à 2 251 m d'altitude.